# De barmhartige Samaritaan (Gert ten Wolde)
De barmhartige Samaritaan is een artistiek kunstwerk in Amsterdam Nieuw-West.
Het Sint Lucas Ziekenhuis aan de Jan Tooropstraat gaf in 1985 de opdracht voor de maak van het beeld aan kunstenaar G.J. ten Wolde (Gert ten Wolde uit Franeker). Het beeld moet refereren aan de barmhartige Samaritaan uit de gelijknamige parabel. Een samaritaan bood hulp aan een slachtoffer van een geweldsmisdrijf, terwijl hooggeplaatsten het slachtoffer langs de kant van de weg lieten liggen (geen woorden maar daden) (Bijbelboek Lucas 10: 30-35). De hulpverlener hees het slachtoffer op zijn lastdier en bracht hem naar een logement. Het beeld werd neergezet bij de hoofdingang als teken van de roeping van het ziekenhuis in kwestie. Het ziekenhuis kreeg nadien veel verbouwingen, nieuwbouw en herindelingen, waarbij het beeld op de achtergrond geraakte; het stond jarenlang achter het zusterhuis richting Rijksweg 10. Na een nieuwe herinrichting werd het beeld weer bij de hoofdingang geplaatst, niet de daadwerkelijk ingang, maar de in- en afrit van de parkeerplaats voor bezoekers en medewerkers en patiënten van de eerste hulp.
Een veel kleinere versie van het beeld wordt sinds 1999 jaarlijks uitgereikt aan de schrijver van de beste publicatie opgesteld door een medewerker van het ziekenhuis, dat in 2013 bestuurlijk opging in het Onze Lieve Vrouwe Gasthuis (OLVG-West).